# Ermida de Nossa Senhora do Livramento (Loural)

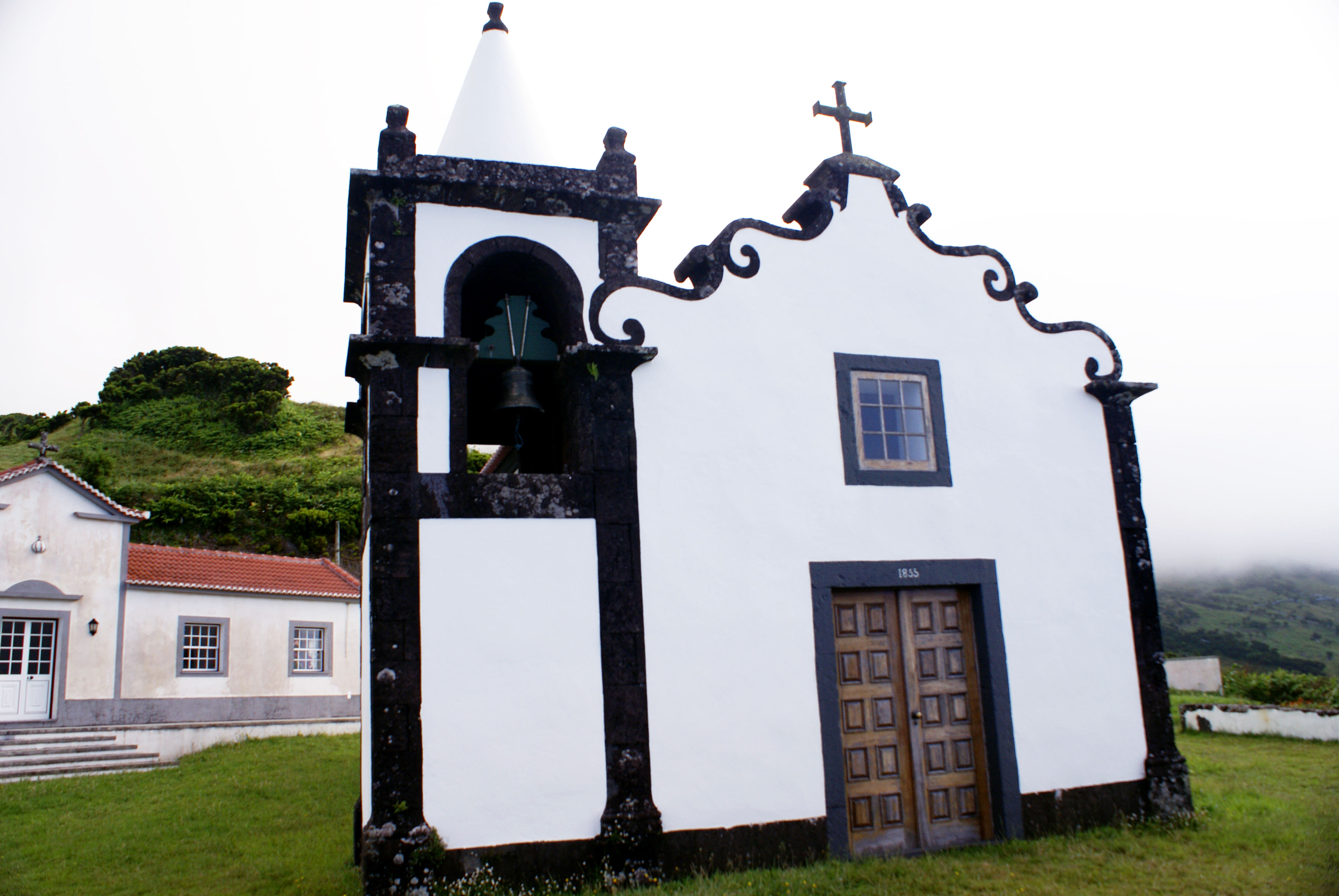
Ermida de Nossa Senhora do Livramento, Lourais.

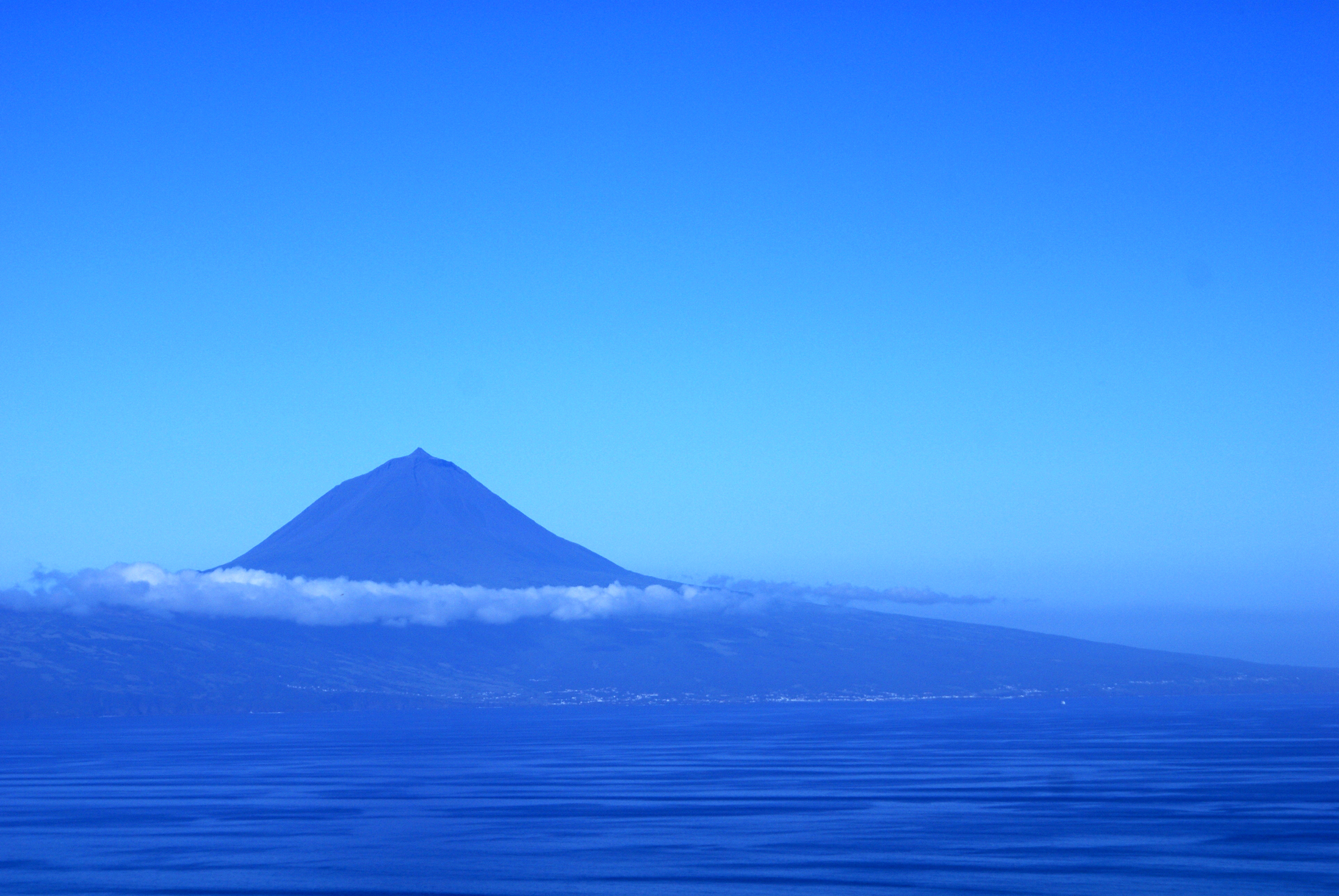
Montanha do Pico vista dos Lourais.

A Ermida de Nossa Senhora do Livramento é uma ermida portuguesa localizada no povoado do Loural, freguesia da Ribeira Seca, concelho da Calheta, Ilha de São Jorge, arquipélago dos Açores.
A construção desta ermida remonta ao século XIX, ano de 1855 e foi mandada edificar pelo então padre João Silveira de Carvalho. Desde o ano de 1884 encontra-se com a categoria de curato.
Foi construído por detrás deste templo um Império do Espírito Santo, o Império da Espírito Santo do Loural.
Esta ermida tem por orago Nossa Senhora do Livramento.